# Ranchera
Ranchera è un genere musicale popolare della musica messicana. Sottogeneri sono: il huapango, il bolero ranchero, il corrido.
Il ritmo può essere in 3/4, 2/4 o 4/4, riflettendo rispettivamente i ritmi di valzer, polka e bolero. Le canzoni solitamente consistono in: introduzione strumentale, strofa e ritornello; sezione strumentale che ripete la strofa, un'altra strofa, ritornello e una chiusura.
Le sue origini risalgono al XIX secolo, ma si sviluppò nel teatro nazionalista del periodo post-rivoluzionario del 1910 e divenne un'icona dell'espressione popolare del Messico, un simbolo del paese, che si diffuse con grande successo in vari paesi latinoamericani, specialmente grazie al cinema messicano degli anni quaranta, cinquanta e sessanta.
I cantanti professionisti di questo genere sviluppano uno stile estremamente emozionale, una delle cui caratteristiche consiste nel sostenere molto a lungo una nota alla fine di una strofa o di un verso.
Per quanto riguarda i testi, predominarono all'inizio le storie popolari relative alla rivoluzione messicana, la vita contadina, i cavalli, la famiglia, i bar e le cantine e le tragedie amorose, per focalizzarsi maggiormente in seguito su storie d'amore.
Tra i più famosi compositori di ranchera troviamo Cuco Sánchez, Antonio Aguilar e José Alfredo Jiménez, il cantautore più prolifico, che ha composto molti dei pezzi più noti e un totale di oltre mille canzoni.

## Alcuni brani famosi
- Amanecí en tus brazos di José Alfredo Jiménez, Javier Solís, Luis Miguel, et al.
- Ay Jalisco no te rajes di Jorge Negrete
- Camino de Guanajuato di José Alfredo Jiménez e Pedro Fernández
- Carta a Eufemia di Pedro Infante
- Cien años di Pedro Infante
- Corazón, corazón di Lola Beltrán e Lucha Villa.
- Corrido de Chihuahua di Lucha Villa e Antonio Aguilar
- Corrido de Monterrey di David Zaizar e Vicente Fernández
- Cuatro caminos di José Alfredo Jiménez e Lola Beltrán
- Cu-cu-rru-cu-cú Paloma di Lola Beltrán e Rocío Dúrcal.
- De que manera te olvido di Vicente Fernández
- Échame a mí la culpa di José Angel Espinoza, Javier Solís, Luis Miguel, et al.
- El crucifijo de piedra di Miguel Aceves Mejía
- Ella di José Alfredo Jiménez, Pedro Fernández, Vicente Fernández, et al.
- El pastor di Miguel Aceves Mejía
- El rey di José Alfredo Jiménez e Alejandro Fernández.
- El siete mares di José Alfredo Jiménez
- La cruz de olvido di Juan Zaizar e Alvaro Torres.
- La puerta negra di Antonio Aguilar
- La zandunga (¡Ay, sandunga!) di Andres Gutierrez e testo di Máximo Ramó Ortiz.
- Media vuelta di Javier Solís
- México lindo y querido di Jorge Negrete
- Noches eternas di Vicente Fernández
- Pa' todo el año di José Alfredo Jiménez, Pedro Fernández, Vicente Fernández, et al.
- Con un mismo corazón di Ana Gabriel, Vicente Fernández
- Payaso di Javier Solís
- Poco a poco di Javier Solís
- Por tu maldito amor di Vicente Fernández
- Por una mujer casada di David Zaizar
- Si nos dejan di José Alfredo Jiménez, Lola Beltrán, Vikki Carr, et al.
- Sombras di Javier Solís
- Un puño de tierra di Antonio Aguilar
- Volver, volver di Vicente Fernández
- Me voy di Julieta Venegas
- El último adiós di Paulina Rubio

## Famosi interpreti di ranchera
- Luis Miguel
- Miguel Aceves Mejía
- Antonio Aguilar
- Pepe Aguilar
- Lola Beltrán
- Juan Gabriel
- Rocío Dúrcal
- Alejandro Fernández
- Pedro Fernández
- Vicente Fernández
- Pedro Infante
- José Alfredo Jiménez
- Pablo Montero
- Jorge Negrete
- Cuco Sánchez
- Javier Solís
- Chavela Vargas
- Lucha Villa